# Kalkownia
Kalkownia ist ein kleiner Ort in der polnischen Woiwodschaft Ermland-Masuren und gehört zur Gmina Nidzica (Stadt- und Landgemeinde Neidenburg) im Powiat Nidzicki (Kreis Neidenburg).

## Geographische Lage
Kalkownia liegt direkt an der Bahnstrecke Działdowo–Olsztyn im Südwesten der Woiwodschaft Ermland-Masuren, 13 Kilometer nordwestlich der Kreisstadt Nidzica (deutsch Neidenburg).

## Geschichte
Die Osada (deutsch Siedlung) Kalkownia befindet sich am äußersten Nordwestrand der Gmina Nidzica. Bis 1945 gehörte der Ort zum Kreis Osterode in Ostpreußen, bevor er dann zum polnischen Powiat Nidzicki (Kreis Neidenburg) kam. Heute ist Kalkownia in das Schulzenamt (polnisch Sołectwo) eingegliedert.
Über die Geschichte des kleinen Ortes liegen keine Belege vor, auch nicht in Beantwortung der Frage, ob der Ort schon vor 1945 bestand und welche deutsche Namensform er ggf. gehabt hat.

## Kirche
Kirchlich besteht evangelischerseits der Bezug zur Pfarrei Nidzica in der Diözese Masuren der Evangelisch-Augsburgischen Kirche in Polen, katholischerseits zur Pfarrei Łyna (Lahna) mit der Filialkirche in Żelazno (Seelesen) innerhalb des Erzbistums Ermland.

## Verkehr
Kalkownia liegt an einer Nebenstraße, die bei Waplewo (Waplitz) von der Schnellstraße 7 (auch: Europastraße 77) abzweigt und über Witramowo (Wittmannsdorf) und Bolejny (Bolleinen) nach Łyna (Allendorf) führt. Die nächste Bahnstation ist Bujaki (Bujaken) an der Bahnstrecke von Działdowo (Soldau) nach Olsztyn (Allenstein).